# Remorse (film 1914)
Remorse è un cortometraggio muto del 1914 diretto da James Durkin. La sceneggiatura è firmata da Maude Fealy, nota attrice teatrale - all'epoca moglie di Durkin - che girò nella sua carriera anche numerosi film.

## Trama
Jack, un uomo di trentacinque anni, emaciato, con i capelli grigi sulle tempie, vestito con l'uniforme dell'Esercito della Salvezza, racconta la storia della sua vita a una folla di derelitti.

## Produzione
Il film fu prodotto dalla Thanhouser Film Corporation.

## Distribuzione
Distribuito dalla Mutual, il film - un cortometraggio in due bobine - uscì nelle sale cinematografiche statunitensi il 16 June 1914.